# Orbitaphlegmone
Die Orbitaphlegmone ist eine seltene, gefährliche Erkrankung der Augenhöhle (Orbita). Schnelles Erkennen und eine wirksame Behandlung sind unumgänglich. Diagnostische oder therapeutische Fehler können in Blindheit oder dem Tod enden.
Klinisch typische Symptome sind: Chemosis, Hyperämie der Bindehaut, Lidschwellung, Exophthalmus, verminderte Beweglichkeit des betroffenen Auges, Doppelbilder, starke Schmerzen, Visusverlust und Fieber.
Die häufigste Ursache ist die Sinusitis. Bei Kleinkindern besteht oft statt einer Orbitaphlegmone nur eine präseptale (periorbitale) Infektion, häufig im Zusammenhang mit Atemwegserkrankungen.
Weitere Ursachen können auch Hautinfektionen, infizierte Gerstenkörner, Hautverletzungen oder Fremdkörper sowie ein Orbitaabszess in der Augenhöhle sein.
Gefürchtete Komplikationen einer Orbitaphlegmone sind Sinusthrombosen, Meningitis und Septikämie.
Eine stationäre Aufnahme und genaue Abklärung ist unbedingt erforderlich sowie das Einleiten einer parenteralen Infusionstherapie mit Antibiotika.